# Erytech Pharma
Erytech Pharma est une entreprise française biopharmaceutique dont le siège se situe à Lyon. Elle développe des thérapies innovantes en s’appuyant sur sa plateforme propriétaire ERYCAPS®, une nouvelle technologie permettant l’encapsulation de médicaments dans les globules rouges, pour lutter contre les formes rares de cancer et des maladies orphelines.
Elle est cotée à la bourse de Paris et au NASDAQ.

## Historique
2004 : Création de la Société à Lyon, France
2005 : 1er essai clinique lancé 
2011 : Partenariat avec le groupe israélien Teva officialisé
2013 : Cotation sur le marché réglementé EURONEXT, Paris
2016 : Ouverture de la filiale américaine
2017 : Introduction au NASDAQ sous la forme d'« American Depositary Shares » avec environ 130 millions de dollars levés
2019 : Ouverture du site de production américain à Princeton, New Jersey

## Produits et Développements
Erytech met en œuvre une technologie d'encapsulation de médicaments dans les globules rouges, grâce à l'application d'un choc osmotique réversible.
Le produit phare de la société, eryaspase, encapsule l'Asparaginase, dans des globules rouges de donneurs sélectionnés pour leur groupe sanguin.

### Développement préclinique
Des programmes de recherche sont en cours de développement pour identifier des traitements contre certains cancers ou certaines maladies rares, métaboliques ou génétiques.
Dans ces domaines, l’encapsulation d’enzymes thérapeutiques reste une piste privilégiée pour la Société.

### Études cliniques évaluant eryaspase

#### Leucémie Aigue Lymphoblastique
- Six essais cliniques - environ 200 patients
- Dernière Phase 2 sur 55 patients dans des pays d'Europe du Nord, avec résultats positifs publiés dans le British Journal of Haematology[6] 2022

Obtention du statut Fast Track pour eryaspase dans la LAL hypersensible par les autorités sanitaires américaines

#### Cancer du pancréas
- Phase I - seconde ligne -  Lancement 2011 - 12 patients
- Phase II - seconde ligne - Lancement 2014 - 141 patients
- Phase III - seconde ligne - Lancement 2018 - plus de 500 patients - critère dévaluation prinicipal non atteint[8]

Statut FastTrack par la FDA américaine
- Phase I - première ligne - Lancement en 2020 - 18 patients[10],[11]

#### Cancer du Sein Triple Négatif
- Phase II dans le traitement du cancer du sein triple négatif[12]
- Recrutement interrompu

## Fondateurs et Gouvernance
ERYTECH Pharma est fondée en 2004 par Yann Godfrin et Pierre-Olivier Goineau.
Yann Godfrin en sera le Directeur Général de sa création jusqu'à 2010, avant de prendre le rôle de directeur scientifique. Il quitte la société en 2016.
Gil Beyen est Directeur Général d’ERYTECH Pharma depuis mai 2013, et Président d’Erytech Pharma Inc. depuis 2016.